# Se Wsi Testamenti

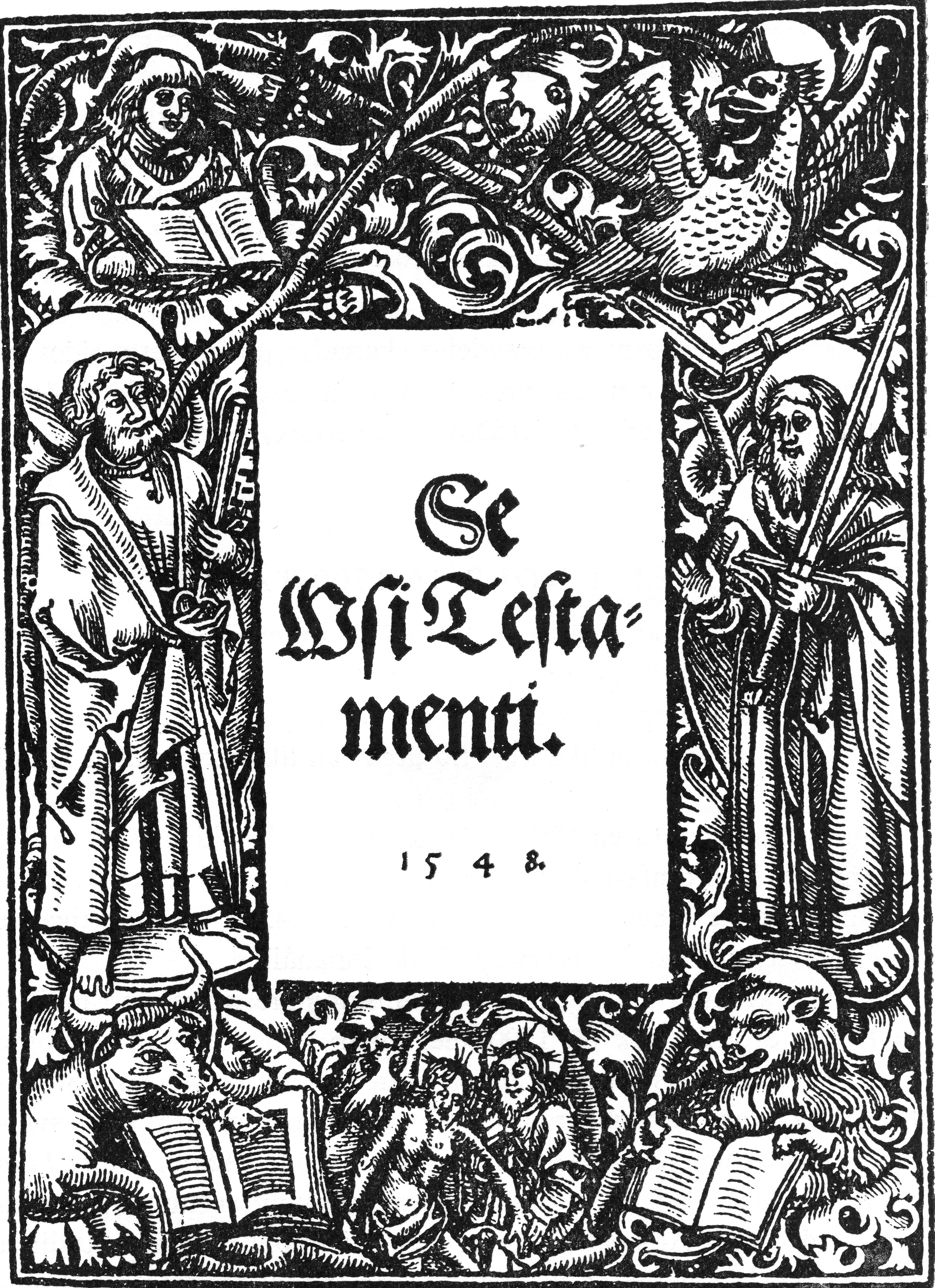
Omslaget på Se Wsi Testamenti, eller Nya testamentet.

Se Wsi Testamenti (Uusi testamentti på modern finska) är den första översättningen av Nya testamentet till finska, gjord av Mikael Agricola, dåvarande biskopen i Åbo. Boken betraktas allmänt som hans mest framstående verk. Manuskriptet blev färdigt 1543, men undergick edering i ytterligare fem år. Från början till slut tog det elva år att färdigställa boken. När den trycktes i Stockholm 1548 var språket i Se Wsi Testamenti fortfarande baserat på den finska dialekten i Åbo.
Testamenti innehåller 718 sidor och många illustrationer. Den har två förord, ett praktiskt och ett teologiskt. I det praktiska förordet anger Agricola anledningar till att Åbodialekten används och redogör för hur kristendomen kom till Finland. I det teologiska förordet berättar Agricola att hans översättning baseras på den grekiska originaltexten (som var bekant för honom främst från hans tid med Melanchthon), en latinsk sammanfattning av Erasmus, en tysk översättning av Martin Luther, såväl som Olaus Petris svenska bibel.
Agricola förklarar också hur han behövt skapa många nya ord och hoppas att de skulle uppskattas och användas. Många av hans ord blev också införlivade i det finska språket, men några av dem, speciellt namnen på djur som inte förekommer naturligt i Finland, blev mindre lyckosamma (exempel jalopeura eller "ädelren" för lejon och kamelikurki eller "kameltrana" för struts).